# Asiria (provincia romana)
La provincia romana de Asiria (en latín, Assyria) era una de las tres provincias (Armenia, Mesopotamia y Asiria) creadas por el emperador romano Trajano en 116 d. C. tras una exitosa campaña militar contra Partia, en lo que hoy es Irak. A pesar de la victoria militar de Roma, la provincia de Trajano estuvo plagada de dificultades desde el principio. En 116, un príncipe parto llamado Santruces organizó una revuelta armada en las nuevas provincias romanas. Durante la revuelta, las guarniciones romanas en Asiria y Mesopotamia fueron expulsadas de sus puestos, y un general romano fue asesinado conforme su ejército intentaba sin éxito detener la rebelión.
Cuando Trajano murió en 117, su sucesor, Adriano, implementó una nueva política con respecto a los territorios recientemente adquiridos en Oriente. Adriano creía que el imperio estaba excesivamente extendido, y quería retraer el gobierno romano a fronteras más fácilmente defendibles. Como resultado de ello, Adriano evacuó las tres provincias de Trajano en 118.

## Ubicación
Aunque muchas fuentes citan la creación de una provincia llamada Asiria durante la campaña parta de Trajano, existe desacuerdo respecto a su ubicación exacta. Algunos estudiosos modernos arguyen que la provincia de Asiria se ubicaba entre el Tigris y el Éufrates, en lo que hoy es Irak central, una localización que está corroborado por el texto del historiador romano del siglo IV Festo. Pero otras fuentes suponen que la provincia estaba al este del Tigris, en una región anteriormente conocidas como Adiabene.

## Ulterior actividad romana en la región
La retirada de Adriano de Asiria y sus provincias vecinas en 118 no marcó el fin del gobierno romano en la región. Una segunda campaña parta fue lanzada en 161-165 bajo el mando de Lucio Vero, con el ejército romano una vez más conquistando territorios al Este del Éufrates. Roma siguió con acciones militares contra los partos de nuevo en 197-198 bajo el mando del emperador Septimio Severo. Tras su exitosa campaña, Severo instituyó dos nuevas provincias romanas: Osroene y Mesopotamia, en los territorios anexionados por Trajano en 114-117. Severo también estacionó dos legiones en las nuevas provincias para asegurar la estabilidad e impedir los ataques partos primero y sasánidas después. La influencia romana en la región llegó a su final con Joviano en 363, quien abandonó la región después de concluir un rápido apresurado acuerdo de paz con los sasánidas y retirándose a Constantinopla a consolidar su poder político.
A pesar de la continua actividad romana en la región no hubo ulteriores referencias a la provincia romana de Asiria tras la evacuación por Adriano en 118. Cuando Septimio Severo creó las provincias de Osroene y Mesopotamia al final del siglo II, ninguna mención se hace de una provincia romana de Asiria. Durante sus viajes con Joviano en el Oriente Próximo, el historiador romano Amiano Marcelino dice que «dentro de este circuito está Adiabene, que fue anteriormente llamada Asiria»; refiriéndose ostensiblemente a lo que era la anterior Provincia de Asiria de Trajano. Amiano Marcelono también alude a una región llamada Asiria ubicada entre el Tigris y el Éufrates, pero no hace referencia alguna a una provincia romana actual que llevaba ese nombre. Así, parece que la provincia de Asiria sólo existió durante el reinado de Trajano, y no fue reinstaurada hasta posteriores ocupaciones romanas de la región.